# Печінка з цибулею

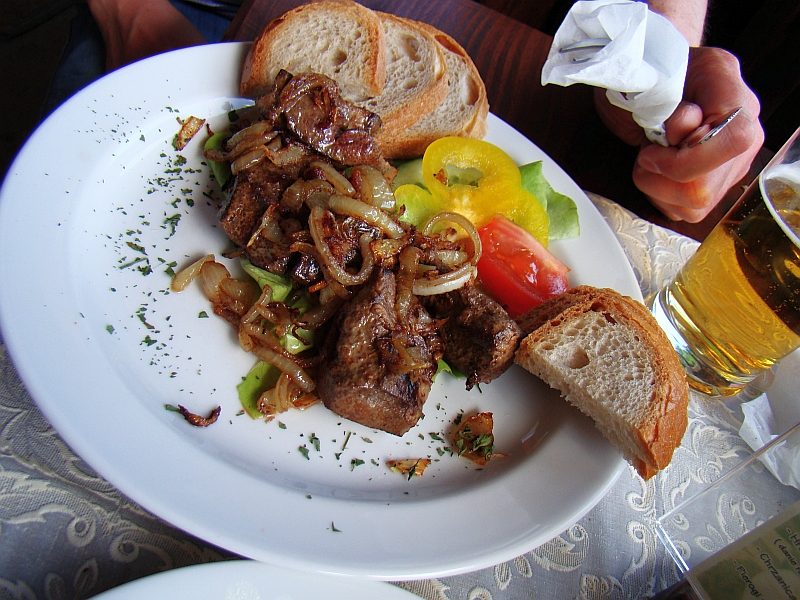
Свиняча печінка зі самженою цибулею (Санок, Польща)

Печінка з цибулею — страва, що складається зі скибочок печінки (зазвичай свинячої, яловичої, курячої або, у Великій Британії, баранини) і ріпчастої цибулі. Печінка з цибулею зазвичай пасеруються або готуються іншим способом разом, але іноді їх можна пасерувати окремо, а потім змішувати разом. Печінка часто нарізається тонкими скибочками, але її також можна нарізати кубиками.

## Опис
Печінка та цибуля широко їдять у Сполучених Штатах, Великій Британії, Канаді та Німеччині, де її зазвичай їдять разом з відвареною картоплею або пюре. Яловича або теляча печінка поширена в США; телячу або баранячу печінку є звичайним вибором у Великій Британії.
У французькому традиційному рецепті печінка обсмажується з маслом і беконом. У каталонській кухні замість масла використовують оливкову олію, а в суміш додають обсмажений часник. В італійській кухні fegato alla veneziana (досл. «Venice-style liver») рецепт включає трохи червоного вина або оцту, а fegato alla romana («Печінка по-римськи») — трохи білого вина і готується на самльці.
У Сполучених Штатах печінка з цибулею вже давно стала культовою стравою багатьох закусочних. Її подають або в сухому вигляді, коли печінка, цибуля та іноді бекон просто обсмажуються і складаються разом, або ж цибулю можна перетворити на підливу чи соус, додавши бульйон і борошно, а печінку повернути в підливу перед тим, як подавати на тарілку. Іноді страви QR можуть складатися з цієї страви. Таку форму іноді називають «тушкована печінка з цибулею», але ця назва поширена лише на глибокому півдні. Печінка з цибулею особливо поширена в регіонах Пенсильванії та Середнього Заходу з сильною німецькою культурою, наприклад, у громадах амішів та менонітів. У великих східних містах, таких як Нью-Йорк і Філадельфія, це просто популярна їжа в міських закусочних.
Яловича печінка та цибуля широко популярні в Латинській Америці (ісп. hígado (de res) encebollado, порт. fígado (bovino) acebolado), де її часто їдять разом з коржиками або рисом. У Бразилії традиційний рецепт передбачає картоплю чи інші коренеплоди, які зазвичай готують у відвареному та пюрованому вигляді або як домашню смажену картоплю. Ці рецепти також перекочували до великого латиноамериканського населення в кількох містах США і часто зустрічаються в меню Гондурасу, Колумбії, Куби та Домінікани. Один типовий латиноамериканський рецепт включає помідори та стручковий перець для приготування підливи «кріолло» для печінки та цибулі.

## Варіанти
Існують варіанти цієї страви з використанням курячої та баранячої печінки. Серед інших країн вони популярні в Іспанії.

## У масовій культурі
«Печінка з цибулею» став онлайн-мемом, що походить від епізоду Сімпсонів «The Day the Violence Died». У цьому епізоді Честер Дж. Лемпвік, розмовляючи з Бартом, вигукує, що він хотів би відсвяткувати, з'ївши печінку з цибулею. Цей кліп було змонтовано в різні інші сцени Сімпсонів, у тому, що відомо як «Liver and Onionsposting». Найвідоміший випадок цього мему походить зі сцени з Сімпсонів, де Барт і Ліза сміються над гротескним вмістом. Жарт з часом перетворюється на печінку з цибулею.
В епізоді Дуга «Побачення Дуга за обідом» виявляється, що печінка з цибулею є найбільш ненависною їжею Дуга.
У 24-й серії 2-го сезону «Червона стрічка» серіалу «Сьоме небо» сім'я Камденів за купоном відвідала новий ресторан, але виявила, що купони на печінку з цибулею, що викликало огиду у дітей.
У сегменті «Суперкрихітки» «Дуже особлива квітка» професор Утоніум стверджує, що його улюблена страва — печінка з цибулею. Але коли головні герої служать йому подарунком до Дня батька, він незрозуміло вагається, чи скуштувати її. У пізнішому сегменті під назвою «Веляючись у домі» Круті дівчата підходять до обіднього столу на обід, очікуючи, що їм дадуть щось, що їм подобається, але замість цього Професор подає їм печінку та цибулю, які вони не люблять, тому вони таємно віддають страву вуличним собакам.